# Jack Tocho
Jack Tocho (Mint Hill, 8 febbraio 1996) è un giocatore di football americano statunitense che milita nel ruolo di cornerback per i Philadelphia Stars della United States Football League (USFL). Scelto nel corso del settimo giro (245º assoluto) del Draft NFL 2017 dai Vikings, in precedenza aveva giocato a football per i Wolfpack dell'Università statale della Carolina del Nord.

## Biografia

### Minnesota Vikings
Dopo aver frequentato per 4 anni l'Università statale della Carolina del Nord, Tocho venne selezionato il 29 aprile 2017 dai Minnesota Vikings come 245º assoluto, nell'ambito del settimo giro del Draft NFL 2017, e firmò il suo primo contratto da professionista, un quadriennale da 2,47 milioni di dollari, il 30 maggio 2017.